# Herman Koch
Herman Koch (Arnhem, 5 settembre 1953) è uno scrittore e attore olandese.

## Biografia
Nato ad Arnhem, è cresciuto ad Amsterdam.
Ha lavorato in radio negli anni '90 e anche come attore per la televisione e il cinema. In tal senso, tra i suoi lavori principali, vi è la serie satirica Jiskefet, trasmessa dal 1990 al 2005 dal network VPRO. 
Suo è il soggetto del film Le ali del successo di Otakar Votocek (1990). 
Scrittore di racconti, romanzi e colonne, ha debuttato nel 1985 con De voorbijganger (Il passante). 
Con il suo sesto romanzo, Het Diner (La cena, 2009), ha trovato il successo internazionale. Il libro è stato infatti venduto in tutta Europa e tradotto in 21 lingue. Diversi sono anche gli adattamenti di questo libro al cinema: su tutti Het Diner di Menno Meyjes (2013), I nostri ragazzi di Ivano De Matteo (2014) e The Dinner di Oren Moverman (2017).

## Opere tradotte in italiano
Tutte le sue opere sono tradotte dall'olandese da Giorgio Testa.
- Odessa star (Odessa Star) (2003), Vicenza, Neri Pozza, 2014 ISBN 978-88-545-0775-3
- La cena (Het diner) (2009), Vicenza, Neri Pozza, 2010 ISBN 978-88-545-0400-4
- Villetta con piscina (Zomerhuis met zwembad), Vicenza, Neri Pozza, 2011 ISBN 978-88-545-0544-5
- Caro signor M. (Geachte heer M), Vicenza, Neri Pozza, 2015 ISBN 978-88-545-0928-3
- Il fosso (De Greppel) (2016), Vicenza, Neri Pozza, 2017 ISBN 978-88-545-1501-7